# Barstowite
La barstowite, composé rare du plomb, de formule chimique Pb4[Cl6ICO3]•H2O, est un minéral transparent à blanc dans le système monoclinique. Il a une dureté Mohs de 3, un trait blanc et un éclat adamantin. Elle possède une biréflectance modérée, de gris à gris foncé.
La barstowite a été décrite en 1991 pour une occurrence de sa localité type : la falaise de Bounds, St Endellion, Cornouailles au Royaume-Uni. Son nom honore Richard W. Barstow (1947-1982), un collectionneur de minéraux de Cornouailles. 
Son environnement type est un filon de quartz-dolomite exposé à l'eau de mer au pied de la falaise.
Une analyse par diffractométrie sur poudre et par spectroscopie infrarouge des produits de corrosion des objets de plomb provenant de l'épave de Mahdia, (ancien navire marchand grecque naufragé au Ier siècle av. J.-C. au large de la Tunisie), révèle parmi plusieurs autres substances bien connues de la barstowite. Celle-ci n'avait jusque là pas été décrite en tant que produit de corrosion d'un objet archéologique.
Une douzaine de gisements est répertoriée, presque tous en Europe, à part un au Kazakhstan et un autre en Turquie.